# Walter Alvarez
Walter Alvarez, född 3 oktober 1940, är en amerikansk paleontolog och geolog. Han är son till fysikern och nobelpristagaren Luis Alvarez.
Far och son Alvarez framförde den teori som idag oftast används som förklaring till dinosauriernas utplåning för ca 65 miljoner år sedan. Avlagringar vid krita/tertiär-gränsen har förhöjda koncentrationer av grundämnet iridium. Teorin säger att en kollision mellan jorden och en meteorit orsakade så pass kraftiga förändringar i levnadsbetingelserna att dinosaurierna drabbades av massdöd då de ej klarade av att anpassa sig till dem. Nedslagsplatsen antas nu vara Chicxulubkratern.
Walter Alvarez är författare till den populärvetenskapliga boken "Dinosaurierna och dödens krater", vilken har getts ut i Sverige.
Walter Alvarez tilldelades Penrosemedaljen 2002.
Asteroiden 3581 Alvarez är uppkallad efter honom och hans far.